# NIH症候群
NIH症候群（英: Not Invented Here syndrome）とは、ある組織や国が別の組織や国（あるいは文化圏）が発祥であることを理由にそのアイデアや製品を採用しない、あるいは採用したがらないこと。また、その結果として既存のものとほぼ同一のものを自前で再開発すること。独自技術症候群と訳されることもある。端的に「自前主義」とも。
"Not Invented Here"（ここで発明したものではない）という用語は、既存の製品や研究や知識を発祥が異なることを理由に利用・購入しない社会や企業や業界の風土・文化を指す用語である。一般に軽蔑的な意味をこめて使う。

## コンピュータ業界
かつてコンピュータネットワークの通信プロトコルは、ベンダー毎に独自の規格が乱立していたため、相互運用性を確立しようと開放型システム間相互接続（OSI）の策定が開始された。しかしOSIプロトコルが複雑すぎ、実装が非常に困難だった。また移行方法は既存のプロトコルを使用中止にして、全てを一度に入れ替えるというものであった。このため多くのベンダーはより有用な技術を優先するようになり、策定中にTCP/IPが事実上の標準規格となった。
イギリス製ホビーパソコンが日本ではほとんど売れず、逆に日本製ホビーパソコンがイギリスでほとんど売れなかったという事実がある。例えば、ZX Spectrum はイギリスで大成功を収めたが、日本ではほとんど売れなかった。逆にMSXは日本だけでなくオランダなどでも製造されていたが、イギリスとアメリカではほとんど売れなかった。これはエンドユーザーが敬遠したというわけではなく、販路開拓やマーケティングの問題が大きいが、一種のNIH症候群と言える。

### 自由ソフトウェアコミュニティ
自由ソフトウェアまたはオープンソースのプロジェクトは、同じ機能を実現することを目的とするプロジェクトが複数存在することが多く、NIH症候群の例としてよく引き合いに出される。例えば、Linuxディストリビューションは数百も存在する。それぞれは表面上目的が異なるし、応用分野が異なるとされているが、実際問題として中身はほとんど同一である。さらにLinuxディストリビューションが多数出現した結果、その多くは活発な保守が行われていない。
ある機能を実装した既存のプログラムが全てフリーでない場合、その機能をフリーなものとして実装するのはNIHではない。オープンソースコミュニティは、クローズドソース実装の代替となる実装を提供しようとしている。NIHという用語は、技術または法律以外の理由で独自開発しようとすることを指す。これを「車輪の再発明」ともいう。当然ながらそれをする理由は正当と言えるものではなく、プライド、無知、既存の解決策への何らかの不満、作成したいがために作成するといった理由である。このような傾向はオープンソースのプログラマに固有のものではない（プロプライエタリソフトウェアでも同じことが言える）。

## 軍需
設計者や官僚に仕事を与えるために国内での作業を重視する傾向が政策において重要な役割を演じていると示唆するオブザーバーもいる。ただし、軍需産業では戦時に備え自国での兵器生産・整備能力を維持する必要があるため、「メーカーに仕事を与える必要」が政策として主張されることもある。
第二次大戦期の日本では、陸軍と海軍はあらゆる分野でそれぞれ独自の兵器開発を行っており、機関銃のようなものまで各々で開発した互換性のないものを使用していた。それどころか、陸軍が輸送用小型潜水艇の必要を感じたときでさえ、海軍に交渉して建造してもらうのではなく、陸軍自ら潜水艇を建造する道を選んだ。同一のダイムラー・ベンツ製航空機用エンジンのライセンス生産権をドイツから購入するにあたって、陸海軍が別々に交渉・ライセンス料支払を行い、ドイツ側をあきれさせたという逸話もある（この時には日本での製造メーカーまで別々であった）。

## メディア業界
アメリカ合衆国では、テレビ業界に一種のNIH症候群が存在する。ネットワークと特定の制作会社が提携関係にあり、その制作会社の制作した番組を購入する比率が大きい（たとえば、ABCとABCスタジオ、NBCとユニバーサル・メディア・スタジオ、CBSとCBSパラマウント・テレビジョン、FOXと20世紀フォックステレビジョン）。これはヴァーティカル・インテグレーションに財政的利点があるためである。
逆に、ネットワークと提携関係にあるスタジオの作品を他のネットワークが購入する場合、それをシリーズ化するにあたって、提携関係にあるスタジオでの制作に移行させることは珍しくない。例えば、『CSI:科学捜査班』は当初 Touchstone Television（現 ABC Studio）が制作していたが、CBSがスタッフごと引き抜いた。